# خلل تنسج عظمي غضروفي
خلل التنسج العظمي الغضروفي هو مصطلح عام يشير إلى خلل في نمو (خلل تنسج) العظم ("osteo") والغضروف ("chondro"). يندر حدوث هذا المرض بين السكان، إذ يولد 1 من بين كل 5,000 طفل مع نمط معين من خلل التنسج الهيكلي. تضم حثول التنسج الهيكلية الوراثية أو اضطرابات خلل التنسج العظمي الغضروفي إذا دُرست معًا مجموعةً مميزة من الاضطرابات المحددة وراثيًا ذات التأثير الهيكلي المعمم. تسبب هذه الاضطرابات تحددًا ملحوظًا في الوظيفة وترفع نسب الوفيات.
قد تتداخل الأنماط الفرعية لخلل التنسج العظمي الغضروفي في الجوانب السريرية، وبالتالي من الضروري إجراء تصوير شعاعي بسيط لوضع التشخيص الدقيق. يقدم التصوير بالرنين المغناطيسي معلومات تشخيصيةً إضافيةً ويوجه الاستراتيجيات العلاجية في حالة الإصابة الشوكية على وجه الخصوص. من المهم وضع التشخيص المبكر والتدبير الملائم لخلل التنسج الهيكلي لإيقاف التدهور الوظيفي.

## الأنماط

### الودانة (عدم تصنع الغضروف)
عدم تصنع الغضروف نمط من الاضطرابات الجينية ذات السيادة الجسدية وهي أشيع أسباب القزامة. يمثل هذا الاضطراب أيضًا أشيع أنماط خلل التنسج العظمي الغضروفي أو الهيكلي غير المميت. بيلغ معدل الانتشار نحو 1 من كل 25,000 ولادة. يملك الأقزام المصابون بخلل التنسج قامةً قصيرةً، إذ يبلغ متوسط طول الذكور 131 سنتيمترًا (4 أقدام وثلاثة إنشات) ومتوسط طول الإناث 123 سنتيمترًا (4 أقدام). تظهر القزامة بعد الولادة مباشرةً في لا تصنع الغضروف، وكذلك الشذوذات الوجهية القحفية التي تظهر بشكل ضخامة الرأس ونقص تنسج منتصف الوجه.
تميز الشذوذات المذكورة سابقًا بين خلل التنسج الحقيقي والكاذب، إذ تكون القزامة مبهمةً عند الولادة في النمط الكاذب، ولا تُعد الشذوذات القحفية الوجهية ميزةً مرضيةً فيه. تؤدي الصورة الشعاعية البسيطة دورًا إضافيًا مهمًا في التشخيص التفريقي للودانة.

### عدم التصنع الغضروفي الكاذب
عدم التصنع الغضروفي الكاذب أحد أنماط خلل التنسج العظمي الغضروفي الذي يمتاز بقامة قصيرة وشذوذات في الورك والركبة وقصر في الأصابع ومرونة في الأربطة. يؤثر هذا الشكل على فرد واحد من كل 20,000 على الأقل. يورث هذا الشكل وفق نمط جسمي قاهر، وتسببه طفرات في مورثة COMP التي تشفر بروتين المطرس الغضروفي قليل القسيمات. يمكن تمييز النمط الكاذب بملاحظة قصر القامة والأطراف غير المتناسب. يعود قصر الأطراف بشكل أساسي إلى قصر القسم الداني من الطرف، أي الفخذ والعضد.
تُعد المشية المتهادية من الشكاوى المميزة في المرض، وتًلاحظ عند بدء المشي. ما يزال تشخيص خلل التنسج الهيكلي بالعموم وعدم التصنع الغضروفي الكاذب بالخصوص يستند إلى الفحص السريري الشامل الذي في ضوء التظاهرات الشعاعية المميزة. لا يحمل التصوير الشعاعي المفصل للهيكل المحوري والطرفي أي قيمة لوضع التشخيص التفريقي لعدم تصنع الغضروف الكاذب. تشمل الميزات الشعاعية الملحوظة كلًا من الورك الأفحج (نقص الزاوية بين رأس الفخذ والجدل العظمي) وتسطح عنق الفخذ وقصر العضد والفخذ والفقرات رصاصية الشكل. إن تسطح الكردوس العظمي والتقعر العظمي وخطوط التعظم الكثيفة التي تحيط بالركبة يمكنها تحريض تغيرات رخدية. تُعرف هذه الميزات مجتمعةً بالتبدلات المشابهة للرخد. إن وجود تبدلات مشاشية يشكل ميزةً تفريقيةً مهمةً عن عدم التنسج الغضروفي.